# Provincia di Cremona (Lombardia austriaca)
La provincia di Cremona era una provincia della Lombardia austriaca, esistita dal 1786 al 1797.
Capoluogo era la città di Cremona.

## Storia
La provincia fu creata nel 1786 all'atto della suddivisione della Lombardia austriaca in 8 province, create nel clima delle riforme giuseppine.
La provincia comprendeva il territorio conosciuto dall'epoca medievale come "Contado di Cremona", nel primo quinquennio privato però da quanto ceduto alla provincia casalmaggiorese.

### Suddivisione amministrativa all'atto dell'istituzione (1786)
La provincia di Cremona era suddivisa in 12 delegazioni, più la città di Cremona che non apparteneva ad alcuna delegazione.
- Città di Cremona e Corpi Santi
- delegazione I[2]
  - comunità di Due Miglia della città di Cremona con Boschetto, Picenengo, Quartiere del Battaglione, Sant'Ambrogio, San Bernardo e San Felice
- delegazione II[3]
  - Antegnate; Barbada con Zaccarola e Mirandola; Covo; Fontanella; Isso con Caselle, Cassina Bronzona, Cassina Famosa, Cassina de' Secchi e Cassina Ferrabona
- delegazione III[4]
  - Albara con Salvarola de' Patti, Salvarola de' Vassalli e Ronco Todeschino; Casaletto di Sopra; Cumignano con Castelletto Barbò; Fiesco con Santa Marta; Romanengo; Romanengo del Rio con Melotta; Ticengo; Trigolo con Moscona; Soncino
- delegazione IV[5]
  - Acqua Longa Badona; Azzanello; Barzaniga con Cassina Barbova; Bordolano con Crotta Nova di Bordolano; Casal Morano; Castel Visconti; Genivolta con Dosso Stelluzzo; Mirabello
- delegazione V[6]
  - Cà Nova con Olzano, Cappella Cantone con Santa Maria Sabbione, Castelleone, Cornaletto, Corte Madama, Formigara, Gombeto, Grontorto, Oscasale, San Bassano, Soresina, Zanengo con Vinzasa
- delegazione VI[7]
  - Acqua Nera, Annicco, Breda de' Bugni con Castagnino Secco, Breda Longa, Cà Nova con Morbasco, Castel Novo del Zappa Corrado, Cavatigozzi con Passirano, Cortetano con Valcarengo, Costa Sant'Abramo con Cura d'Affaitati, Crotta d'Adda, Farfengo, Fengo, Grumello, Licengo con Castelletto Anghinore, Luignano, Ossolaro, Paderno, Pizzighettone, Polengo con Casarosio, San Gervaso, Sesto, Spinadesco
- delegazione VII[8]
  - Campagnola, Casal Buttano, Casal Sigone, Cavalera con Mancapane, Cignone, Corte de' Cortesi con Cantonada, Dosso Baroardo, Livrasco con Cà de' Stirpi, Marzalengo, Monasterolo con Gallarano, Olmeneta con Trecchina, San Martino delle Ferrate e Cà del Botto, Ossolengo con Costa Santa Caterina, Pozzaglio, San Martino in Belliseto con Borgo Novo Cappello, San Vito
- delegazione VIII[9]
  - Alfiano Novo e Vecchio; Aspice; Barbiselle; Bertana Bocida; Bettenesco; Carpaneda con Dosimo e Villasco; Castel Novo Gerardi; Corte de' Frati con Noce Garione; Gambina con Barchetti; Grimone; Grontardo; Levata; Persico con Persichello e Acqua Longa Sant'Abondio; Prato con San Pietro Delmona; Quistro; Robecco; San Sillo; Scandolara Ripa d'Oglio; Solarolo del Persico; Villa Nova con Brazzoli
- delegazione IX[10]
  - Ardole San Marino; Bagnarolo; Cà de' Bonavogli; Cà de' Cervi; Cà de' Marozzi con Cà d'Alemani; Cà de' Quintani; Cà de' Sfondrati con Cà de' Sprezagni; Cà de' Stefani con Baccanello e Cà de' Mainardi; Cigognolo con Castel Manfredi; Gadesco con Cà de' Mari; Gazzo con Compagni; Malagnino con Ronco Malagnino, Sant'Ambrogio, Molognola, Santa Lucia Lama, Vigolo e Cervellara; Montanara con Redondesco; Mottaiola de' Padri; Pieve Delmona con Torre Nova; Pieve San Giacomo; San Giacomo Lovera con Visnadello; San Savino; Sette Pozzi con Casal Malombra e Santa Lucia Lama; Silvella con Cà de' Variani e Ogni Santi; Torre de' Berteri; Vighizzolo
- delegazione X[11]
  - Alfeo con Castel Celano e Reboana; Bonemerse con Farisengo; Cà de' Staoli; Carettolo con Casazza; Cella con Campagna; Fontana; Forcello con Lago Scuro; Gere de' Caprioli; Gere del Pesce con Gere de' Zaneboni; Isola de' Pescaroli; Longardore con Casaletto Nadalino; Pieve d'Olmi con Borlenga, Bardella, Capellana, Gambina e Cà de' Gatti; Porto con Sommo; Pugnolo; San Daniele; San Fiorano; San Lorenzo Mondinari; Santa Margarita; San Salvatore; Solarolo Paganino; Sospiro; Stagno Pagliaro; Straconcolo; Tidolo
- delegazione XI[12]
  - Cà de' Corti con Cà de' Cagliani; Casalorzo Boldori con Cà de' Pedroni; Casalorzo Geroldi; Cà Nova d'Offredi; Cingia de' Botti con Pieve Gurata, Mottaiola de' Coppini e Castelletto di Sotto; De' Rovere con Cà de' Novelli; Dosso de' Frati; Motta Baluffi con Bellozza; Solarolo Monasterolo; Vedesetto con Gurata
- delegazione XII - Giurisdizione della Calciana[13]
  - Calcio, Pumenengo, Torre Pallavicina con Villa Nova

### L'espansione del 1791
Nel 1791 il nuovo imperatore Leopoldo II abrogò le riforme provinciali del defunto fratello, facendo recuperare così a Cremona quasi tutta quella parte del vecchio contado che era stata ceduta a Casalmaggiore, cui fu lasciato solo un ristrettissimo circondario. Allo stesso modo fu ripresa anche Castelnuovo Bocca d'Adda da Lodi.